# قایق کلاس دفندر
قایق کلاس دفندر (به انگلیسی: Defender-class boat) یک کلاس از کشتی است.